# Lajedo do Cedro
Lajedo do Cedro é um distrito do município brasileiro de Caruaru, no agreste do estado de Pernambuco e localiza-se a 15 Km do centro. Sua economia baseia-se na pecuária leiteira e de corte. Possui uma igreja católica com mais de 50 anos e que fora construida pelo saudoso Frei Tito, cuja padroeira é Nossa Senhora de Fatima. De acordo com o Instituto Brasileiro de Geografia e Estatística (IBGE), sua população no ano de 2010 era de 1 364 habitantes, sendo 707 homens e 657 mulheres. Foi criado pela Lei nº 3, em 15 de outubro de 1953.